# 名鉄犬山線
犬山線（いぬやません）は、愛知県清須市の枇杷島分岐点から岐阜県各務原市の新鵜沼駅までを結ぶ名古屋鉄道（名鉄）の鉄道路線。
運賃計算区分はB（運賃計算に用いる距離は営業キロの1.15倍）。すべての駅でmanacaなどの交通系ICカード全国相互利用サービス対応カードが使用できる。

## 概要
市内電車（後の名古屋市電）で創業した名古屋鉄道の前身・名古屋電気鉄道の初期の郡部線（郊外路線、インターアーバン）であり、名古屋市と愛知県北部のベッドタウン各都市とを結ぶ。収支においては名鉄でもトップクラスである。
名古屋本線と分岐する枇杷島分岐点には乗降設備が無く、同分岐点を通過する全列車が名鉄名古屋駅方面との直通であり、犬山線と名古屋本線枇杷島分岐点以西（津島線を含む）との乗り換えは東枇杷島駅、栄生駅、名鉄名古屋駅のいずれかの駅で行うことになるが、一般的には全列車停車の名鉄名古屋駅または急行停車駅の栄生駅（同じホームで乗換可能）が利用される。
犬山線沿線は清須市西枇杷島町・名古屋市西区（庄内川以北の平田・小田井地区）・北名古屋市・岩倉市・江南市・扶桑町・犬山市・各務原市、さらに当線からの直通列車の運行される広見線沿線の可児市など名古屋都市圏のベッドタウンが連続しており、付近に競合路線がなく、犬山線に乗客が集中するためラッシュ時の混雑が激しい。途中の上小田井駅から名古屋市営地下鉄鶴舞線および同線を経由して名鉄豊田線との相互直通運転も行われている。
また、可児市から犬山市までの沿線には、日本ライン（木曽川）や犬山城・犬山城下町通り、日本モンキーパーク、明治村、リトルワールドなどの観光施設が多数立地しており、犬山線は観光路線としての性格も有している。名鉄では「犬山キャンペーン」などで集客を図っている。JR鵜沼駅に隣接する新鵜沼駅でJR高山本線に接続して名古屋と高山本線沿線を短絡することから、2001年までは高山本線直通の特急「北アルプス」が1日1往復運転され、犬山線内では岩倉駅・江南駅・犬山駅・犬山遊園駅の各特急停車駅に停車していた。「北アルプス」廃止後、JR高山本線と名鉄犬山線をつないでいた線路も撤去された。
2020年現在、西春駅南側の県道交差部（駅構内は平面）と、上小田井駅北側（新川堤防）- 中小田井駅南側、布袋駅付近のみが立体交差化されている。江南駅付近も立体交差構想があったが、予算の問題により立ち消えになった。2012年、北名古屋市は西春駅 - 徳重・名古屋芸大駅間の高架化を提案、計画推進している。犬山口駅付近の坂を除き比較的平坦な土地を行くので直通先の名鉄名古屋駅や地下鉄鶴舞線以外には当路線としてはトンネルは無く、大きな鉄橋も犬山遊園 - 新鵜沼間の木曽川に架かる犬山橋のみである。この犬山橋は、かつて道路上に線路を敷設した鉄道道路併用橋となっていたが、渋滞が激しくなり、2000年に道路専用の新しい橋ができて犬山橋は鉄道専用になった。
2020年現在、バリアフリー化が終了（エレベーター設置）している駅は新鵜沼駅・犬山駅・扶桑駅・柏森駅・江南駅・布袋駅・岩倉駅・徳重・名古屋芸大駅・西春駅・上小田井駅・中小田井駅の10駅である。
最高速度は、1968年に当時の名古屋本線と同等の110km/hに引き上げられて以降そのまま推移している。

### 路線データ
- 路線距離（営業キロ）：26.8km
- 軌間：1067mm
- 駅数：17駅（起終点駅含む）
- 複線区間：全線
- 電化区間：全線（直流1500V）
- 閉塞方式：自動閉塞式[2]
- 保安装置：M式ATS[2]
- 最高速度：110 km/h[2]
- 最小曲線半径：170m（枇杷島分岐点北方）

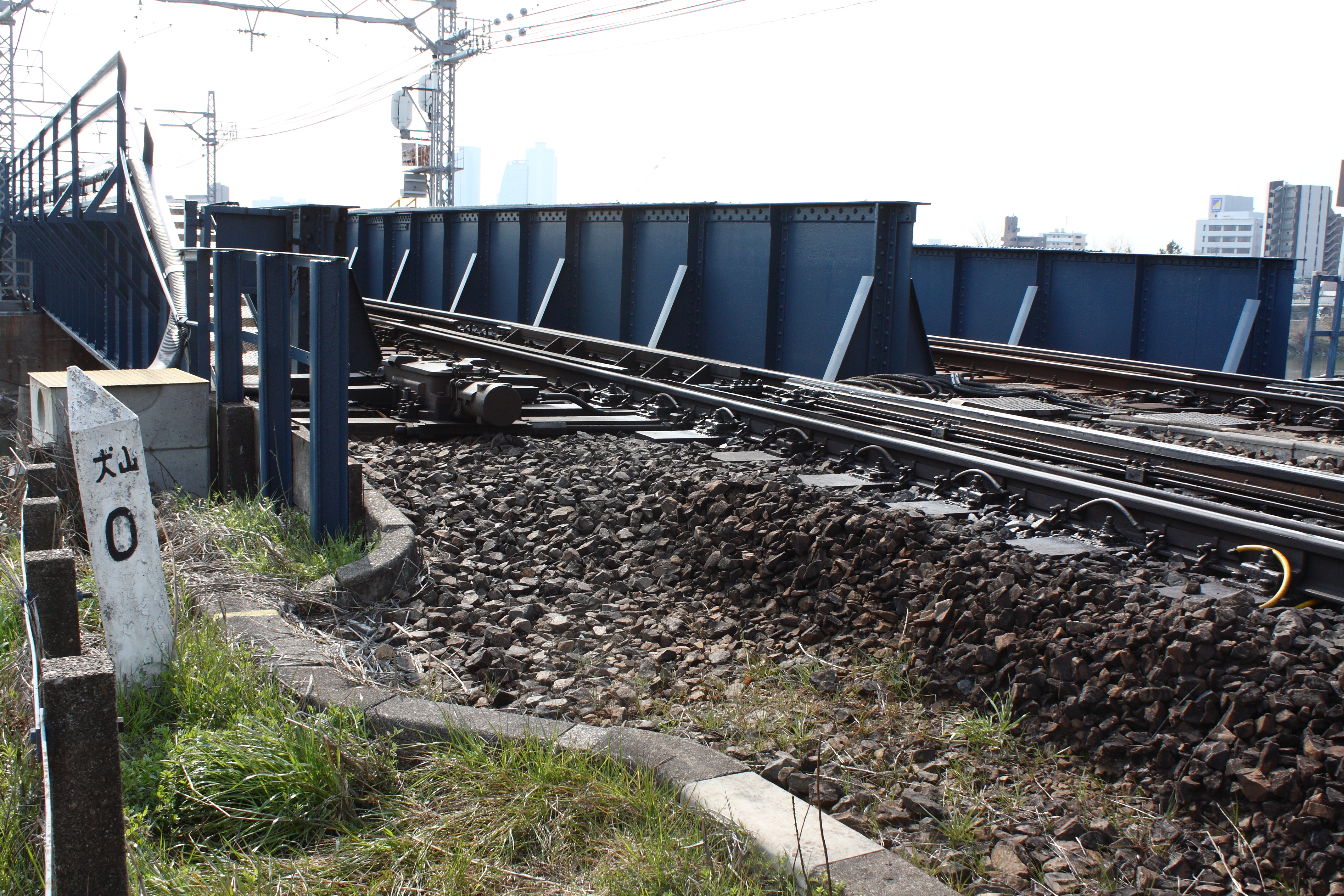
枇杷島分岐点にある 犬山線0キロポスト

## 沿線風景
名鉄名古屋駅 - 江南駅は県道名古屋江南線（名草線）とほぼ並行したルートで、江南駅付近で大きくカーブして、江南駅 - 犬山駅は県道一宮犬山線とほぼ並行したルートになっている。

### 名鉄名古屋駅 - 岩倉駅

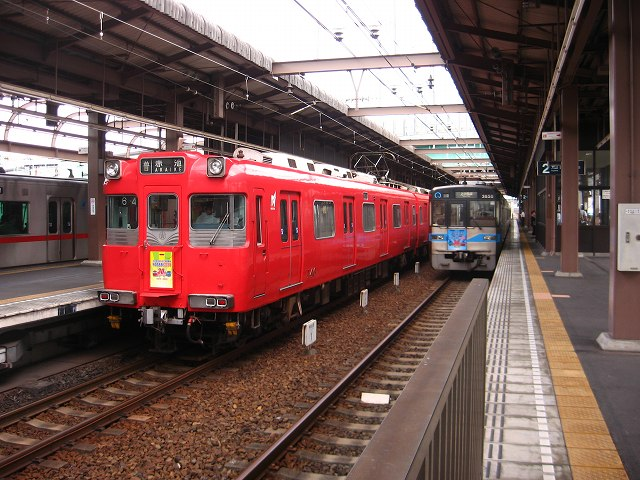
上小田井駅に停車中の名鉄車両と名古屋市営地下鉄車両 (2009年8月)

犬山方面に向かう列車は名鉄名古屋駅から4 - 6分ほど走り、名古屋市と清須市西枇杷島町との境界となっている庄内川に架かる鉄橋を渡ると枇杷島分岐点に差し掛かり、右側へカーブしながら勾配を下る。勾配を下り終えたところには名古屋本線西枇杷島駅ホーム西側へとつながるデルタ線が分岐する下砂杁（しもすいり）信号場があり、河和駅・内海駅 - 名鉄名古屋駅間の一部特別車特急に使われる車両などが同信号場の下り線側にある着発線まで回送されてきて折り返している。なお上り線の下砂杁信号場手前には、速度超過防止ATSの照査速度をそのまま表示した98km/hという速度制限標識が存在する。通常の書式で制限速度が5km/hの倍数ではない速度制限標識は珍しい。
下砂杁信号場を過ぎると下小田井駅で、同駅の先では国道22号と名古屋高速6号清須線の下をくぐる。優等列車はこのあたりで105km/hまで速度を上げる。再び名古屋市西区に入り、高架に上がると、中小田井駅。同駅の先で上下線は離れ、上り線は名古屋市営地下鉄鶴舞線を乗り越すため、線路の位置がやや高くなり、左にカーブする。JR東海交通事業城北線をくぐりながら県道名古屋江南線を乗り越すと、右手から鶴舞線が上下線の間に割り込むような形で合流し、鶴舞線との乗り換え駅で快速急行停車駅の上小田井駅に到着。一部の鶴舞線列車はここから犬山線に直通する。同駅では上を名古屋第二環状自動車道、下を国道302号が交差している。直通列車の車両長が異なるため、この駅から犬山までの各駅に専用の停車位置表示が線路上に設置されている。
上小田井駅を出ると一度地上に降りるが、しばらくして県道62号と立体交差するために再び高架となり、北名古屋市に入る。県道を乗り越えると再び地上に降り、北名古屋市の玄関駅で快速急行停車駅の西春駅となる。同駅の東側からは県営名古屋空港（通称・小牧空港）への連絡バスが30分間隔で出ている。また西春駅は島式ホーム2面4線で、名鉄名古屋方面と直通の普通列車の約半数はここでミュースカイ・快速特急・特急の通過待ちをする。現在は特急は全て通過するが、中部国際空港（セントレア）の開港前は特急も一部列車停車していた。犬山線には同空港行きの準急が運行されていて、西春駅にも停車する。
次の徳重・名古屋芸大駅は名古屋芸術大学や愛知県立西春高等学校への最寄り駅で、これらへの通学生の利用も多い。同駅の北側では五条川を渡る。川沿いには桜が植えられており、春先には美しい桜並木を見ることができる。川を渡ると岩倉市に入り、大山寺駅を経て左にカーブし、あとは直線で住宅地の中を進む。県道の陸橋をくぐるとまもなく、岩倉市の玄関駅でありミュースカイ停車駅の岩倉駅となる。同駅は島式ホーム2面4線で北側に6両編成対応の引上線があり、名鉄名古屋方面と直通する普通の約半数とほとんどの地下鉄鶴舞線直通列車はここで折り返す。また準急は同駅以北では各駅に停車する。岩倉駅からはかつて、小牧駅までの岩倉支線と東一宮駅までの一宮線が分岐していたが、いずれも廃線となり、バスに転換されている。駅東口は2007年から2009年にかけて駅再開発工事が行われ、駅前広場とビル・マンションが建設された。

### 岩倉駅 - 新鵜沼駅

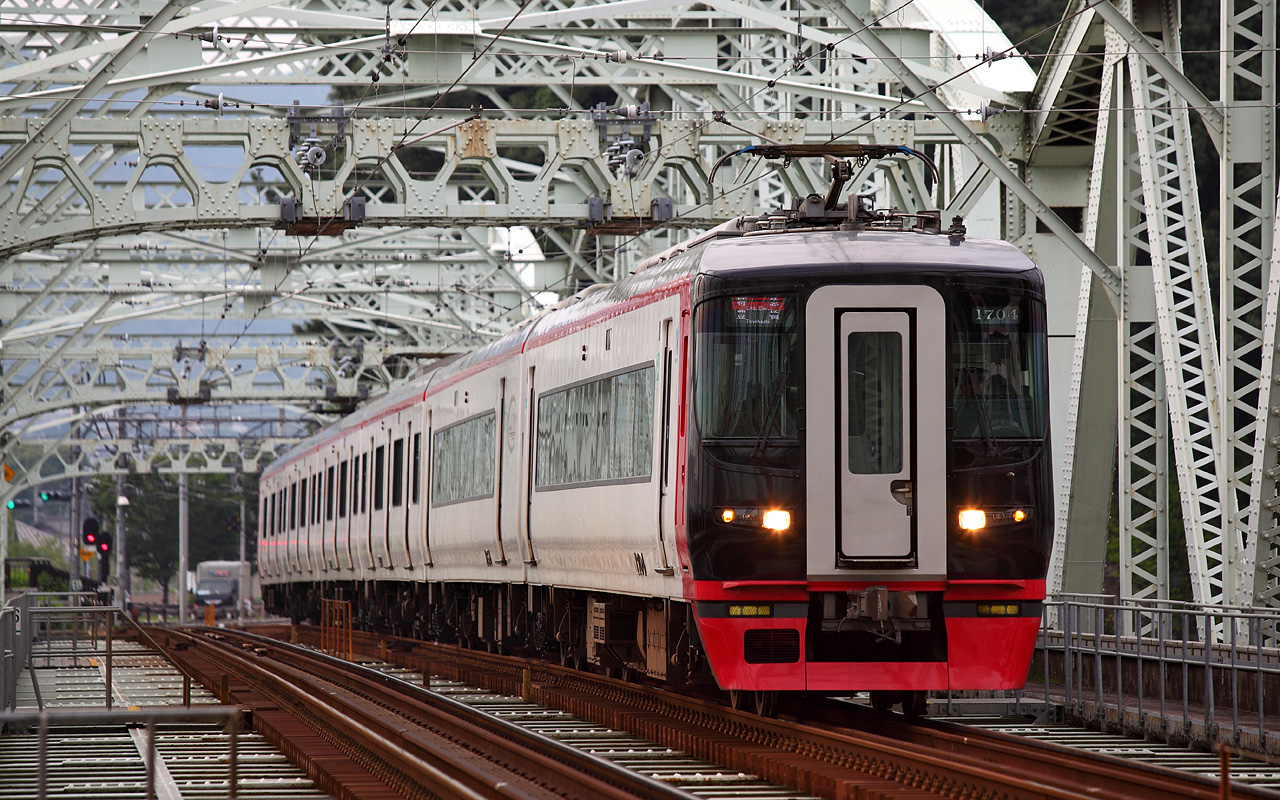
鉄道専用となった犬山橋 (2009年7月)

岩倉駅を出るとS字にカーブして北上する。国道155号（旧道）の踏切を越え、名神高速道路をくぐる手前に石仏駅があり、さらに北上する。このあたりはもともと田園地帯で当線では最も線形が良好な区間であり、特急や急行（6000系を除く）は最高110km/hで快走する。
石仏駅の北方で一宮市を少し通ったのちに江南市に入り国道155号（バイパス）と立体交差した後にあるのが快速急行停車駅の布袋駅である。布袋駅は2020年（令和2年）に高架化され、上下両方向に折り返し可能な構造となっているため、電車の運行見合わせの時の折り返し駅にもなっている。また駅前からは江南駅前経由で江南厚生病院行きのバスが発着している。布袋駅北東の線路隣接地に愛知県立尾北高等学校があり、尾北高校の脇を抜けて北上すると西方にコンクリート製の布袋の大仏が見える。市街地に入り右にカーブするとミュースカイ停車駅の江南駅である。江南駅は江南市の中心駅で、駅勢圏が江南市の過半のほか一宮市東部や各務原市南部、大口町西部・中部に及ぶ犬山線では乗降客数が最も多い駅。しかし市街地の中かつカーブの途中の駅なので駅設備は小規模で待避線・折り返し線は無く、上下両線が同じホームを使っていて混雑が激しい。江南駅から徒歩圏内に愛知県立江南高等学校と愛知県立古知野高等学校、私立の中高一貫校滝中学校・高等学校（滝学園）があり、駅前から愛知江南短期大学のスクールバスや江南自動車学校の送迎バス、病院敷地内に看護学校を併設している江南厚生病院行きの名鉄バスも発着していることから、高校生・短大生・看護学生などの利用が多い。このほかすいとぴあ江南（江南厚生病院経由）、布袋駅、江南団地、名鉄一宮駅バスターミナル行きのバスも駅前から発着している。
江南駅から右にカーブしたのちはしばらく直線が続き、江南自動車学校を過ぎてしばらくすると扶桑町に入り、快速特急停車駅の柏森駅である。最近までは地上駅であったが橋上駅舎に改築され、バリアフリー化された。柏森駅は扶桑町内でも大口町の町境近くにあり、町内には駅の無い大口町の玄関口として大口町内のコミュニティバスが駅前から発着している。左にカーブしながら柏森駅を発車すると前方には各務原の山が見え、しばらくすると快速急行停車駅の扶桑駅、右にカーブして直線区間の木津用水駅となる。ここから犬山市に入り上り坂になる。カーブして坂を上りきったところに犬山口駅がある。
犬山口駅から左へカーブして小牧線・広見線が合流すると犬山駅である。犬山駅は3面6線の構内で犬山検車区も広見線側に併設されていて、駅西口には名鉄の運転士・車掌の事務所も設置されている運転上の拠点であり、列車が頻繁に発着する。各線とも同駅を始発・終着とする列車が多く、犬山線の普通列車、名鉄岐阜駅発着の各務原線直通列車、小牧線平安通駅発着の全列車、広見線新可児駅発着の列車のほとんども犬山駅を始発・終着としている。犬山駅は犬山市の中心駅であるとともに観光の拠点駅となっており、駅東口から明治村、リトルワールド、日本モンキーパークへのバスも発着し、駅西口から犬山城への徒歩街道（犬山城下町通り）も整備された。
犬山駅を出ると2分ほどでミュースカイ停車駅の犬山遊園駅に到着する。元々は日本モンキーパークへのアクセス駅で2008年12月までモンキーパーク園内行きの犬山モノレールが発着していたが、老朽化のため廃止され、モンキーパークへのアクセスは犬山駅東口からバス利用となっている。成田山（名古屋別院）、犬山鵜飼乗船場、および名鉄犬山ホテル（現在改築中）へは犬山遊園駅から徒歩。犬山城へも同駅から木曽川沿いの桜並木道（犬山ホテル北側）などを通って徒歩で行ける。また、犬山遊園駅では必ず同じホームに同じ方向の列車が発着するので、新鵜沼駅 - 名鉄名古屋駅方面の列車と犬山駅 - 名鉄岐阜駅方面の列車との乗り換えにも用いられる。さらに進むと犬山橋で木曽川を渡る。この橋はかつては路面電車のように道路に線路が敷設されていて、しかもその道路は1975年3月の名濃バイパス（国道41号現道）の開通までは、名古屋市から高山市などを通って富山市とを結ぶ国道41号線であった。列車と車はお互いに通行の妨げとなることも多かったが、2000年3月道路専用橋「ツインブリッジ」の完成により旧橋は鉄道専用の鉄橋に変更され、この問題は改善した。専用化後は大改装が行われ、道路上に線路が敷設されていた当時の面影はほとんど残っていない。犬山鵜飼船は両橋の下をくぐって運行されている。
犬山橋を渡り終えると岐阜県各務原市に入り、まもなく終点の新鵜沼駅に到着する。2010年までは駅手前からJR高山本線へと繋がる単線の連絡線が右に分岐していた。この線路は2001年に運行取りやめとなった名古屋 - JR高山駅間の直通特急「北アルプス」が1日1往復通っていた。連絡線は「北アルプス」廃止後もしばらく残されていたが、現在は線路やポイントなどが完全に撤去され、線路跡地はホーム増設用地および道路用地と建売住宅用地に転用され、当時の面影は残っていない。犬山線自体は新鵜沼駅が終点で、名鉄名古屋駅方面から来たミュースカイ、特急や急行などの多くの列車がこの駅で折り返している一方、犬山駅発の急行や普通は早朝の一部を除いてそのまま各務原線へと直通運転をしている。

## 運行形態
名鉄名古屋駅方面との直通が基本で、上小田井駅から名古屋市営地下鉄鶴舞線に直通する列車もある。また名古屋方面と各務原線・広見線との直通運転も行っているが、名古屋方面と各務原線との直通運転は2008年12月27日のダイヤ改正以後は減少し、2023年3月18日のダイヤ改正以後は完全に消滅した。2024年3月16日のダイヤ改正以後は日中の地下鉄鶴舞線との直通運転が取り止めとなったほか、名古屋方面と広見線との直通運転は平日朝の一部を除いて消滅した。
岩倉駅・布袋駅・柏森駅・扶桑駅・犬山駅・新鵜沼駅では列車の折り返しが可能であるが、犬山駅、布袋駅の折り返し設備を除きほとんどが上小田井・名古屋方面向きのみである。線内で利用者最多の江南駅にはスペースの都合上折り返し設備・待避線が無い。2018年には下小田井駅に片渡り線が設置され、岩倉・犬山方面への折り返しが可能となったが、現状使用実績はない。上小田井駅は地下鉄鶴舞線からの列車のみが折り返し可能であり、名鉄名古屋方面へは折り返しができない。
列車種別はミュースカイ・快速特急・特急・快速急行・急行・準急・普通の7種類である。ミュースカイ・快速特急・特急については「名鉄特急」も参照のこと。
| 種別＼駅名 | 種別＼駅名 | 始発駅       | 神宮前                 | 金山                   | 金山                   | …                      | 名鉄名古屋             | 名鉄名古屋             | …                      | 枇杷島分岐点           | 枇杷島分岐点           | …                      | 上小田井               | 上小田井               | …                      | 岩倉                   | 岩倉                   | …                      | 柏森                   | 柏森                   | …                      | 犬山                   | 犬山                   | 犬山遊園               | 新鵜沼                 | 新鵜沼   | …        | 新那加   | …        | 名鉄岐阜 | 本数    |
| 種別＼駅名 | 種別＼駅名 | 始発駅       | 名古屋本線             | 名古屋本線             | 名古屋本線             | 名古屋本線             | 名古屋本線             | 名古屋本線             | 名古屋本線             | 名古屋本線             | 犬山線                 | 犬山線                 | 犬山線                 | 犬山線                 | 犬山線                 | 犬山線                 | 犬山線                 | 犬山線                 | 犬山線                 | 犬山線                 | 犬山線                 | 犬山線                 | 犬山線                 | 犬山線                 | 犬山線                 | 各務原線 | 各務原線 | 各務原線 | 各務原線 | 各務原線 | 本数    |
| 運行範囲   |            |              |                        |                        |                        |                        |                        |                        |                        |                        |                        |                        |                        |                        |                        |                        |                        |                        |                        |                        |                        |                        |                        |                        |                        |          |          |          |          |          |         |
| ---------- | ---------- | ------------ | ---------------------- | ---------------------- | ---------------------- | ---------------------- | ---------------------- | ---------------------- | ---------------------- | ---------------------- | ---------------------- | ---------------------- | ---------------------- | ---------------------- | ---------------------- | ---------------------- | ---------------------- | ---------------------- | ---------------------- | ---------------------- | ---------------------- | ---------------------- | ---------------------- | ---------------------- | ---------------------- | -------- | -------- | -------- | -------- | -------- | ------- |
| 運行範囲   | 快速特急   | 豊橋         | （犬山方面のみ運転 →） | （犬山方面のみ運転 →） | （犬山方面のみ運転 →） | （犬山方面のみ運転 →） | （犬山方面のみ運転 →） | （犬山方面のみ運転 →） | （犬山方面のみ運転 →） | （犬山方面のみ運転 →） | （犬山方面のみ運転 →） | （犬山方面のみ運転 →） | （犬山方面のみ運転 →） | （犬山方面のみ運転 →） | （犬山方面のみ運転 →） | （犬山方面のみ運転 →） | （犬山方面のみ運転 →） | （犬山方面のみ運転 →） | （犬山方面のみ運転 →） | （犬山方面のみ運転 →） | （犬山方面のみ運転 →） | （犬山方面のみ運転 →） | （犬山方面のみ運転 →） | （犬山方面のみ運転 →） | （犬山方面のみ運転 →） |          |          |          |          |          | 片道2本 |
| 運行範囲   | 特急       | 豊橋         | （← 豊橋方面のみ運転） | （← 豊橋方面のみ運転） | （← 豊橋方面のみ運転） | （← 豊橋方面のみ運転） | （← 豊橋方面のみ運転） | （← 豊橋方面のみ運転） | （← 豊橋方面のみ運転） | （← 豊橋方面のみ運転） | （← 豊橋方面のみ運転） | （← 豊橋方面のみ運転） | （← 豊橋方面のみ運転） | （← 豊橋方面のみ運転） | （← 豊橋方面のみ運転） | （← 豊橋方面のみ運転） | （← 豊橋方面のみ運転） | （← 豊橋方面のみ運転） | （← 豊橋方面のみ運転） | （← 豊橋方面のみ運転） | （← 豊橋方面のみ運転） | （← 豊橋方面のみ運転） | （← 豊橋方面のみ運転） | （← 豊橋方面のみ運転） | （← 豊橋方面のみ運転） |          |          |          |          |          | 片道2本 |
| 運行範囲   | 急行       | 河和         |                        |                        |                        |                        |                        |                        |                        |                        |                        |                        |                        |                        |                        |                        |                        |                        |                        |                        |                        |                        |                        |                        |                        |          |          |          |          |          | 2本     |
| 運行範囲   | 準急       | 中部国際空港 |                        |                        |                        |                        |                        |                        |                        |                        |                        |                        |                        |                        |                        |                        | （各駅停車区間）       | （各駅停車区間）       | （各駅停車区間）       | （各駅停車区間）       | （各駅停車区間）       | （各駅停車区間）       | （各駅停車区間）       | （各駅停車区間）       | （各駅停車区間）       |          |          |          |          |          | 2本     |
| 運行範囲   | 普通       | 東岡崎       |                        |                        |                        |                        |                        |                        |                        |                        |                        |                        |                        |                        |                        |                        |                        |                        |                        |                        |                        |                        |                        |                        |                        |          |          |          |          |          | 2本     |
| 運行範囲   | 普通       | 東岡崎       |                        |                        |                        |                        |                        |                        |                        |                        |                        |                        |                        |                        |                        |                        |                        |                        |                        |                        |                        |                        |                        |                        |                        |          |          | 2本      |          |          |         |
| 運行範囲   | 普通       | 犬山         |                        |                        |                        |                        |                        |                        |                        |                        |                        |                        |                        |                        |                        |                        |                        |                        |                        |                        |                        |                        |                        |                        |                        |          |          |          |          |          | 2本     |

### ミュースカイ
全列車が2000系による運行で、大半の列車が新鵜沼駅 - 中部国際空港駅間で全日朝夕を中心に運転される。
朝上りには新可児駅発が平日3本、休日1本があったが、2019年3月16日のダイヤ改正で平日の1本が新鵜沼発の増結にまわされたため実質1本減便された。なお、いずれも犬山駅で新鵜沼駅発と新可児駅発を併結する。併結する列車の号車番号は新鵜沼駅発車時点であらかじめ5 - 8号車（新可児駅発の列車は1 - 4号車）に設定されている。
2021年5月22日のダイヤ改正で新可児行き、三柿野発および柏森駅停車の神宮前発新鵜沼行きミュースカイは全て消滅した（平日朝の新可児発は存続）。また、新鵜沼駅発着の列車も朝と夜間の数本を除いてほとんど消滅した。

### 特急・快速特急
一部特別車特急は2007年6月30日のダイヤ改正で本格導入され、2008年12月27日のダイヤ改正で全列車に改められた。名鉄名古屋駅 - 犬山駅間の標準所要時分は快速特急・特急とも25分で、表定速度は68km/hである。犬山駅 - 新鵜沼駅間は駅間が短く各駅に停車するため、終点まで通して見た場合は所要29分、表定速度62km/hとなる。実際のダイヤパターンでは所要時分がさらに1 - 2分長い。なおミュースカイは遅延余裕を加味し犬山 → 名古屋を29分かけて走る。名鉄が全社的にスピードアップを進めていた1997年からの数年間は、特急が新名古屋 - 犬山間を23分で走破していた（同区間がノンストップだった頃と同等）。
平日の豊橋駅7:36発のみ犬山行きで、それ以外は全列車が新鵜沼駅発着となる。一部は新鵜沼駅で営業列車として折り返さず、新鵜沼駅到着後一旦犬山検車区まで回送される。また、平日の午後などに6両→8両に増結する場合は名鉄名古屋方面から6両で到着した列車が同駅での折り返しの際に名鉄岐阜方に2両増結する場合のほか、同駅で犬山検車場で8両に仕立てられた編成と名鉄名古屋方面から6両で到着した列車が車両交換される場合もある（逆に午前中など8両→6両に減車する場合も同じ）。
2008年12月のダイヤ改正までは1000系4両編成による全車特別車特急も存在していた（基本的な運転区間は新鵜沼駅 - 河和駅・内海駅。他に豊川稲荷駅や常滑駅などを発着する列車もごくわずかに存在）。このほか、1999年から空港線が開業した2005年までは1600系の定期運用が存在した。ほか、8800系（パノラマDX）（登場当時は内海駅または河和駅発着。後に西尾線吉良吉田駅発）もごく僅かではあったが乗り入れていた。2001年まではキハ8500系によるJR高山本線直通気動車特急「北アルプス」も犬山線を経由していた（時刻表上は高山駅発着の全車特別車特急の扱いで新鵜沼駅は通過）。
快速特急（一部特別車）
下りのみの運転である。平日8・9時台と22時台、土休日7時台に1本、それ以外の時間帯は毎時2本運転される。犬山線内の停車駅は特急と同じだが、この系統は国府駅と新安城駅を通過する関係で快速特急として運行している。全列車が新鵜沼駅 - 豊橋駅間で運行される。車両は1200系、2200系6両で運転され、ラッシュ時には1800系や3100系・3150系・9100系を増結した8両編成で運行される。
特急（一部特別車）
基本的には新鵜沼駅 - 豊橋駅間の上りで毎時2本運行される（平日8時台・土休日6時台は1本）。また、2023年3月改正からは下りも平日に1本設定されている。それ以外の列車として新鵜沼駅 - 中部国際空港駅が平日1往復、土休日下り1本、新鵜沼駅 - 河和駅が平日下り2本、休日上り1本、新鵜沼駅 - 内海駅が平日1往復、新鵜沼駅 - 伊奈駅が平日上り1本、犬山駅 - 豊橋駅間が平日下り1本設定されている。車両は上記の快速特急と同じ。2023年3月までは休日のみ新可児駅発豊橋駅行きや新鵜沼駅発神宮前駅行きの特急が設定されていたが、いずれもダイヤ改正により消滅した。

### 快速急行・急行・準急
日中は準急と急行が毎時2本ずつ運転されている。原則、運転系統は以下のようになる。
新鵜沼駅 -（急行）- 河和駅
新鵜沼駅 -（準急）- 中部国際空港駅
快速急行は平日朝ラッシュ時上りのみの種別で内海行きと中部国際空港行きの2本が運転され、急行停車駅の栄生駅を通過する。いずれも犬山駅で新鵜沼駅始発と新可児駅始発（広見線内は普通）を併結し、犬山駅 - 太田川駅間は8両で運転され、名鉄名古屋駅で急行に種別変更する。
名鉄名古屋 - 岩倉間は前述の一部特別車の特急と合わせてほぼ10分間隔で運転される。かつて上りの一部列車（主に広見線直通列車）は2005年1月改正まで布袋駅・岩倉駅・西春駅のいずれかで新鵜沼駅から来る全車特別車特急に1度だけ追い越されていたが、現在はほとんど待避しない。ただし、平日朝ラッシュ時には下り列車の一部は西春駅などで待避することがある。
準急は岩倉駅以北は各駅に停車する。準急が運転される時間帯は平日と休日で異なり、休日は6 - 23時台とほぼ終日であるのに対し、平日は7 - 23時台（上りは8時台から、下りは22時台まで）となっている。かつて運行されていた犬山駅を越えて広見線方面へ運転される列車（新可児行き）はすべて犬山駅で普通に種別変更するため、犬山駅以南の主要駅ホームの自動放送では犬山駅までの停車駅を読み上げた後に「犬山から普通に変わります」と放送していた。広見線のワンマン化に伴い、準急は2024年3月改正より新可児駅発着から新鵜沼駅発着（一部は犬山駅発着）に変更された。このため、犬山駅 - 新鵜沼駅間は実質的に増便となっている。
最終の名鉄名古屋駅23:59発の中部国際空港駅発新鵜沼行き急行は東京駅22:03発の東海道新幹線最終「ひかり」から接続するダイヤとなっている。なお、上りの最終は岩倉駅以北の急行停車駅は新鵜沼駅発鳴海行き急行であるが、この列車は西春駅で先行する犬山駅発鳴海行き普通を追い越すため、西春駅と上小田井駅からの名鉄名古屋方面への最終は鳴海行き普通である。
平日朝には地下鉄鶴舞線からの急行が岩倉駅まで2本、犬山駅まで2本、いずれも下りにのみ設定されている（折り返しはすべて普通）。使用車両は岩倉行きの1本と犬山行きが名古屋市交通局所有の3050形、またはN3000形電車で、岩倉行きの1本が名鉄所有の100系・200系による運用である。
2008年12月改正まで、急行・準急と犬山駅発着の普通（地下鉄直通含む）は岩倉駅で接続をとっていたが、現在では基本のダイヤパターンでは上小田井駅での同駅折り返しの鶴舞線電車との接続を除き、準急と岩倉駅折り返しの名鉄名古屋方面直通の普通が接続するのみ（休日のみ西春駅で地下鉄直通の普通とも接続する）となり、急行は途中駅で普通と接続しなくなった。
犬山駅における各線との接続時分は、各務原線へは急行で8 - 9分ほど、準急で6 - 7分ほどで、小牧線へは急行・準急とも下りは11 - 12分ほど（上りは7分ほど）で、広見線へは急行で4 - 6分ほどとなっている。また、原則として広見線に直通する準急は犬山駅で後続の快速特急・特急に接続するために5分ほど停車していた。現在は下りが終点の新鵜沼駅まで先着、上りが特急の直後に新鵜沼駅を出発するダイヤとなっている。
2023年3月改正まで朝のみに設定されていた、各務原線に直通する列車は、金山駅・神宮前駅・名鉄名古屋駅・栄生駅で行う駅員や車掌による放送では「犬山方面行き」とのみ案内された。名古屋本線神宮前駅以東では普通に「名古屋方面の犬山経由岐阜行き」と放送されるほか、神宮前駅、金山駅の駅自動放送では「名古屋、犬山方面の犬山経由岐阜行き」、常滑線・河和線内では「名古屋、岩倉方面の犬山経由岐阜行き」と放送されていた。これは名古屋本線一宮経由の岐阜行きも頻繁に発着しており、誤乗を避けるためである。なお、2008年12月のダイヤ改正までは各務原線直通の準急・急行が終日設定されていた（誤乗が多いと苦情があり直通を中止）。2000年3月改正までは終日全区間通しで急行運転を行っていたが、同改正で全区間急行運転するのは朝と夕方以降のみとなり、昼は三柿野駅 - 岐阜駅間で普通として運転されるようになり、さらに翌年10月の改正以降は昼間は各務原線内全区間で普通として運転されていた。また、2008年12月改正前までは、昼間は上りは河和駅・内海駅 - 新可児駅（新可児駅で御嵩駅発の普通から接続）と中部国際空港駅 - 名鉄岐阜駅（各務原線経由）、下りは河和駅・内海駅 - 名鉄岐阜駅（各務原線経由）と中部国際空港駅 - 新可児駅（新可児駅で普通御嵩駅行きに接続）という折り返しパターンだった。同改正で新鵜沼駅 - （急行） - 内海駅と新可児駅 - （普通） - 犬山駅 - （準急） - 中部国際空港駅に整理された。その後、2011年3月改正で急行は一旦河和駅・内海駅交互発着が復活し、新鵜沼駅 - （急行） - 河和駅・内海駅が各1本ずつとなった。
広見線直通系統は2008年6月29日改正までは平日の夕ラッシュ時には御嵩駅まで直通していたが、同改正をもって新可児駅 - 御嵩駅間が終日同区間内での折り返し運転（朝10時以降は全列車ワンマン運転）に変更されたため直通運用は廃止された。また、2003年3月27日改正までは全日ともほぼ終日御嵩駅までの直通列車が設定されていた（直通しない場合、終点の新可児駅または明智駅で御嵩行きに接続）。
広見線・各務原線に直通する急行または準急が犬山から普通になる場合、大抵犬山駅で切り離しを行う（8両の場合はすべて。6両の場合、岐阜行きは一部のみ）。その切り離した列車を各務原線の名鉄岐阜駅行きや広見線の新可児駅行きにすることもあるが、車内での案内はなく、基本的に「前（後）○両は犬山止まりです」という案内のみ行う。ただし、変わる場合は犬山駅到着直前に案内放送が流れる。
急行は平日の昼と夜および休日の一部列車を除き6両編成（平日の夕ラッシュ時はすべて6両で運転）、準急は平日朝の下りと夕ラッシュ時の列車と休日の一部の列車が6両編成となる。ほかは4両編成での運転が基本となっている。4両編成での運転は昼間のほか、深夜の時間帯にも見られるが、特に深夜の下りは上小田井駅 - 岩倉駅間で混雑することが多い。なお、平日の急行は昼間帯が4両で運転されるのに対して前述のとおり夕ラッシュ時はすべて6両での運転となるため、新鵜沼駅・河和駅で車両交換または増結を行うことも多い。
急行の使用車両は3ドアの通勤形各種が混用されているが、6両編成の列車には6000系列または3500系や3300系、9500系などが使用される。 2019年3月改正以前は、休日には5300系または5700系4両編成での運行が下り1本のみ設定されていた。また、2023年3月改正からは1800系重連による運用が設定された。準急は完全に3ドアの通勤形による運用で、6000系の蒲郡線・広見線ワンマン仕様車による間合い運用も一時期存在した。急行・準急とも5000系が就役した2008年春まではパノラマカーの6両編成も多数使用されていた。
早朝には平日に豊川稲荷行きと河和行きの急行（いずれも新鵜沼駅発）、休日に伊奈駅発新鵜沼行き急行（2023年3月までは犬山行き）、深夜には犬山駅発常滑行き準急（名鉄名古屋駅から急行）と新鵜沼駅発鳴海行き急行（休日は犬山駅発。先述した岩倉駅以北の上り最終）で一部特別車特急用の車両による運用が存在する。河和行きは1200系の6両、豊川稲荷行きと常滑行きは2200系の6両、新鵜沼行きは2200系の8両、鳴海行きは1200系の8両で運転され、いずれの場合も特別車2両は締切扱いとなっていたが、2021年3月15日から平日の豊川稲荷行きと河和行きに限り特別車が開放され、当該列車のミューチケットが発売されている。
所要時分は名鉄名古屋駅 - 犬山駅間が急行で32分、準急で36分前後である。1990年代には28分まで短縮したこともあった（栄生駅と上小田井駅と扶桑駅を通過し、途中駅で待避をしない場合）が、現在は余裕のあるダイヤとなっている。また、名古屋本線に所属する栄生駅は快速急行は通過し、急行と準急は停車する。2005年までの急行は朝は（休日のみ）栄生駅と扶桑駅の両方を通過し、昼間は栄生駅に停車、夕方ラッシュ時は両方に停車、夜は扶桑駅に停車していた。他に、平日朝ラッシュ時には、普通列車を補完するために下小田井駅や中小田井駅に特別停車する急行もある（前述の1200系による河和行きも該当）。1993年までは徳重駅（現・徳重・名古屋芸大駅）に停車する準急（1990年10月改正からは急行の特別停車）もあったが、現在は同駅に優等列車は1本も停車しない。また、2001年9月30日までは上小田井駅は急行停車駅ではなかったために日中は基本的に通過し、主に朝夕ラッシュに特別停車していた。
2019年まで毎年8月10日に各務原市で行われていた日本ライン夏まつり納涼花火大会の時には新鵜沼駅発岩倉行き急行が臨時列車として運転される場合もあった。
ミュースカイを除く全特急列車が一部特別車化される以前（特にほぼ全特急列車が全車特別車であった2007年6月改正以前）は平日の夕ラッシュ時の下りの急行は混雑率が高かったため、下りのみ1本増発（2005年1月改正まで。晩年は神宮前駅始発で新名古屋駅発で18時台にのみ、2003年3月改正までは東岡崎駅始発で新名古屋駅発で17、18時台に。行き先はいずれも新鵜沼行き）されたり、太田川駅（1994年3月改正から2000年3月改正までは豊橋駅）→犬山駅間で8両に増結（2008年12月改正まで）されたりしていた。このほか、2008年6月改正までは平日朝に犬山経由岐阜・新可児行き急行、同年12月改正までは平日の夕方に中部国際空港（空港線開業までは常滑行き）・内海行き準急（名鉄名古屋駅からは急行。2005年1月改正までは犬山線内も急行として運転）が設定され、いずれも8両での運転でそれぞれ犬山駅と太田川駅で分割していた。
2023年3月改正をもって犬山駅以南から各務原線への直通列車が完全に消滅したため、朝ラッシュに新鵜沼駅発着の列車が増加している。ただし毎年11月の岐阜基地航空祭の開催時は直通列車が復活する事もある。また、このダイヤ改正で新鵜沼駅発着の急行は知多新線への直通を原則取りやめて朝や深夜を除き河和駅発着に統一され、上ゲ駅に停車させるために知多半田駅で普通に種別変更していた。しかし、2024年3月改正で上ゲ駅が快速急行停車駅に昇格したため種別変更が不要になり、知多半田駅での種別変更は廃止された。

### 普通
名古屋方面の列車は1時間当たり、岩倉駅 - 東岡崎駅間が2往復、犬山駅 - 東岡崎駅間が2往復の設定である。深夜の列車は犬山駅発を中心に豊明駅や鳴海駅までの運転となる列車もある。犬山駅発着のものは西春駅で快速特急・特急の通過待ちを行うのを基本とし、岩倉駅折り返しのものは、岩倉駅で準急と接続し、時間帯によって半数は西春駅でミュースカイの通過待ちをするのが基本となっている。
深夜には、平日・休日とも犬山駅発新鵜沼行きという、わずか2区間のみの列車が片道1本のみ設定されていた。この列車は犬山駅で中部国際空港駅発新可児行き準急と接続し、一部特別車編成の6両編成で運転されていたが、2024年3月16日改正で準急が新鵜沼行きに変更された事により消滅した。また、2025年5月の運用変更までは休日の早朝に1200系による新鵜沼駅発河和行き普通（名鉄名古屋駅から急行）と2200系による鳴海駅発犬山行き普通が各1本設定されていた（いずれの列車も特別車2両は締切扱い）。
早朝には、岩倉駅 - 下小田井駅の各駅から名古屋方面への始発列車でもある岩倉駅5:20発中部国際空港行きが設定されている。この列車は名鉄名古屋駅で準急に種別変更（この列車は空港線が開業した2005年1月改正で設定され、当初は急行であった）し、常滑線内では柴田駅にも停車する。これ以外にも、名鉄名古屋駅から急行となる各務原線名鉄岐阜駅発（2023年3月より新鵜沼駅発に変更）豊橋行きと岩倉駅発豊明行き（鳴海駅から再度普通に変更）が各1本設定されている。特に豊橋行きのものは始発駅から急行に種別変更をした後の停車駅である新安城駅まで後続の列車に抜かされずに先着するダイヤが組まれている。
地下鉄鶴舞線直通列車は平日の夕方に毎時2本、岩倉駅までの運転が基本である。朝と夜には犬山駅発着の列車もある。平日朝は運転本数がこれより増加するほか、扶桑駅発着の列車が1往復設定されている（名古屋市交通局の車両を充当）。
快速急行・急行・準急が上小田井駅に停車して鶴舞線と接続するので、犬山線内の鶴舞線直通の普通電車の利用者は余り多くなく、2024年3月16日改正では平日27本、休日48本が削減されたほか、平日16本が区間変更され、柏森行きの運行がなくなった。この結果、昼間の運行は完全になくなり、通勤時間帯のみ運行となった。2024年3月16日改正までの運転本数は平日の昼間は1時間に1本、休日と平日の夕方は毎時2本となっていた。また、平日の夕方は柏森駅まで区間延長されていた。上り方は赤池駅または豊田市駅まで運転され、犬山駅から豊田市駅までの長距離各駅停車も運転されることがある。基本的に岩倉駅で快速特急・特急と接続するダイヤが組まれているが、平日夕方の柏森駅発着のものは布袋駅で快速特急・特急の通過待ちを行っていた。また、休日の列車はほとんどが西春駅で準急を待避していた（平日は上小田井駅で準急と接続していた）。1999年までは朝ラッシュ時、大山寺駅や徳重駅（現・徳重・名古屋芸大駅）を通過する列車があった。また、上小田井駅が急行停車駅となった2001年10月改正までは犬山駅発着と岩倉駅発着が毎時2往復ずつ設定され、上小田井駅 - 岩倉駅間では昼間でも新名古屋方面（当時）直通のものと合わせて普通が毎時8往復運転されていた。地下鉄直通列車（上小田井駅から急行に変わる列車を含む）のみ、犬山線内でも自動放送が行われている。
地下鉄直通はすべて20m4扉車の6両であるが、名古屋方面の普通は3扉車4両が基本としつつも2両だったり6両だったりとバラバラである。近年は昼間や夕方・夜間など減車化が目立ち、昼間は3100系などによる2両編成での運用も多い。夕方（この時間帯の2両での運行は休日のみ）や夜間の時間帯でも2両編成で運行されることがある。2024年3月16日改正では同時間帯の一部列車が2両から4両に増強されている。夜間帯などでは上小田井駅で6両の地下鉄車から2両の普通に乗り換えることになり、朝のラッシュ並みに混雑することがある。6両での運行は主に平日の朝のラッシュ時間帯のほか、昼過ぎの下り犬山行きで見られ、後者は6000系列や3000系列で運行され、犬山駅では1番線に入線し、到着後すぐに新鵜沼駅まで回送され、新鵜沼駅に到着後、折り返し急行河和行きか内海行きとなるパターンが多い。なお、岩倉駅以北の急行通過駅や大山寺駅以南の各駅における上り名鉄名古屋方面への最終である犬山駅発鳴海行き普通は2023年3月18日改正まで1800系2両編成で運転されていた。2025年5月24日より、休日に先述の鳴海駅発犬山行き普通と夕方の犬山駅 - 東岡崎駅間の普通1往復に1800系が充当される。9500系導入前までは、SR車による運用が存在していた。
2008年12月改正までは鶴舞線直通も犬山駅までの直通が基本となっていて、岩倉駅 - 犬山駅間では、名鉄名古屋方面 - 犬山駅間の普通と合わせて毎時4本の設定で岩倉駅で急行・準急のいずれかと緩急接続するダイヤが基本だった。同改正以降、準急が岩倉以北各駅停車となっているため、岩倉駅 - 犬山駅間で普通が毎時4本運転される時間帯は少なくなっている。また、急行と普通の緩急接続も少なくなった。
犬山駅 - 新鵜沼駅間は全列車が途中の犬山遊園駅にも停車するが、昼間の普通列車は岐阜行きと犬山行きの毎時各2本のみである。基本的には犬山駅または新鵜沼駅で特急・急行に相互接続が行われている。犬山駅・新鵜沼駅では一部の時間帯を除き、構内の階段の昇降を要するので、階段の昇降不要な犬山遊園駅での乗り換えが推奨されている。
日本ライン夏まつりのときなどは通常犬山止まりの名古屋・小牧方面からの普通が新鵜沼まで臨時に延長運転される。2009年 - 2011年の8月の日本ライン夏まつりの時は岩倉駅 - 犬山駅間は臨時列車扱いで、岩倉発岐阜行きの普通が数本運転されていた。

### 列車種別・停車駅の変遷
1936年8月改正
- 高山本線直通運転を開始。下呂行き特急を1往復設定（1932年10月8日改正、高山本線との直通運転は戦時中に廃止）。

1953年6月28日改正
- 新名古屋駅開業（1941年8月12日改正）。
- 広見線の起点を犬山駅に変更（1946年3月1日）。
- 高山本線連絡急行を設定（1950年9月17日改正）。
- 御嵩口駅 - 御嵩駅間開通（1952年4月1日）。

1969年7月6日改正
- 新鵜沼駅の配線変更により、犬山線と各務原線とで直通運転を開始（1964年3月15日改正）。
- 犬山線に特急を設定（1965年3月21日改正）。
- 一宮線廃止（1965年4月25日）
- 各務原線、広見線に特急を設定（1965年9月15日改正）。
- 急行列車を廃止し、特急・準急・普通の3種別体制とする（1967年8月22日改正）。

1979年7月29日改正
- 急行を復活（1970年12月25日改正）。
- 座席指定でない特急を「高速」とし、特急・高速・急行・準急・普通の5種別体制とする（1977年3月20日改正）。

1985年3月14日改正
- 高速を廃止（1982年3月21日改正）。
- 8800系（パノラマDX）を使用した「デラックス特急」を設定（1984年12月15日改正）。

1997年4月5日改正
- 準急を急行に統合し、デラックス特急・特急・急行・普通の4種別体制とする（1990年10月29日改正）。
- デラックス特急を廃止（1992年11月24日改正）。

2005年1月29日改正
- 八百津線廃止（2001年10月1日）。
- 快速特急、快速急行を設定し、準急を復活。快速特急・特急・快速急行・急行・準急・普通の6種別体制とする（ただし各務原線、広見線の快速急行は案内上存在するのみで、実際には設定されていない）。

2008年12月27日改正
- 広見線の快速急行を停車案内から削除（2007年6月30日改正）。
- ミュースカイを設定。各務原線の快速急行を停車案内から削除。

2023年3月18日改正
- 各務原線に快速急行を設定。広見線の急行、各務原線の準急を廃止（2011年12月17日改正）。
- 各務原線のミュースカイを廃止（2021年5月22日改正）。
- 広見線の特急、各務原線の快速急行・急行を廃止。

## 歴史

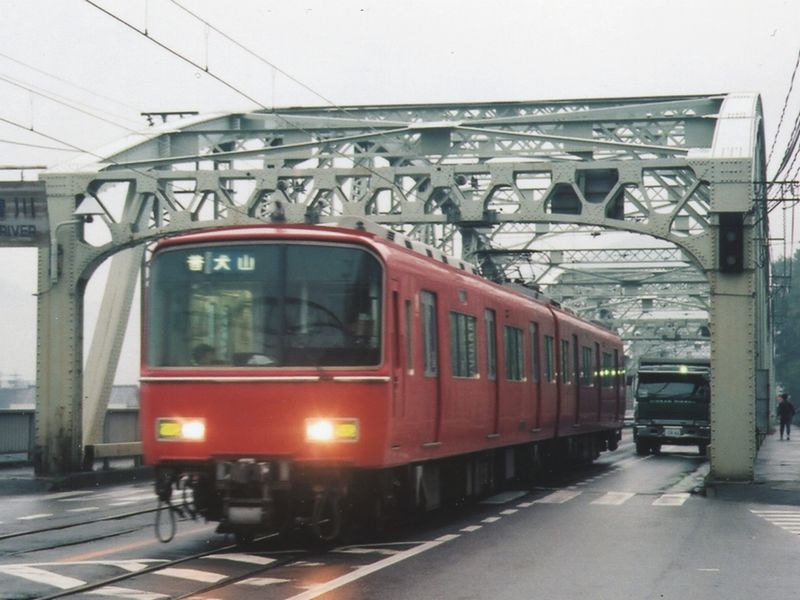
併用橋時代の犬山橋 (1996年11月)

名古屋電気鉄道が一宮線押切町（廃止） - 西印田間、犬山線岩倉 - 犬山間を1912年までに開業したのが始まり。名古屋電気鉄道は市内線を名古屋市に譲渡することになり、郡部線を新会社の名古屋鉄道に移管した。しかしその後も新名古屋駅（現、名鉄名古屋駅）への延伸が果たせる1941年まで、郡部線の電車が名古屋市電に乗り入れ柳橋駅を発着駅としていた。
名古屋鉄道は関線として犬山から関までの延伸を計画したが、新鵜沼駅までの開業にとどまり、関までの延伸線の免許は1927年に失効した。
なお2000年までは、犬山遊園駅 - 新鵜沼駅間に存在する犬山橋が、鉄道に準拠する最後の鉄道道路併用橋として知られていた。現在では並行して道路橋が架けられたため、犬山橋は鉄道専用橋になっている。
明治時代から犬山線を関市方面へ延伸する構想があり、1990年（平成2年）ごろまでには犬山線を各務原市から延伸して関市で長良川鉄道越美南線と接続し、それまで名古屋へ行くために名鉄美濃町線や長良川鉄道を利用して岐阜市・美濃加茂市を経由する必要があった中濃地方（関市・美濃市）や奥美濃地方を名古屋と直結する「中濃新線」を整備する構想があった。1996年（平成8年）時点で、岐阜県内のほとんどの市は名古屋市から約60 km離れた恵那市なども含め、鉄道で名古屋まで1時間以内で通勤できていた一方、名古屋から直線距離で35 km離れた関市中心部からは、名古屋市まで名鉄美濃町線経由の最速ルートで1時間30分（うち新関駅 - 新岐阜駅間が約50分）を要しており、関市・美濃市から名古屋までの鉄道の便が極めて不便とされていたことから、その不便さを解消することを狙った構想であった。新線の起点は新鵜沼駅や愛知県江南市などが検討されており、1992年（平成4年）2月には沿線自治体（中濃地方や各務原市・江南市など15市町村）による「鉄道中濃新線整備促進協議会」が結成され、岐阜県の「21世紀ビジョン」にも「中濃新線の整備」が盛り込まれたが、事業化資金に500億円を要すると試算され、2008年（平成20年）時点では既に頓挫している。

### 年表
- 1907年（明治40年）12月10日：名古屋電気鉄道に対し軌道特許状下付（菊井町-丹波郡犬山町間）[14]。
- 1910年（明治43年）5月6日：名古屋電気鉄道が枇杷島線として押切町 - 枇杷島間を開業[15]
- 1912年（明治45年/大正元年）
  - 3月29日：押切町 - 枇杷島間を軌道条例による軌道から軽便鉄道法による鉄道に変更し[16]、一宮線とする
  - 8月6日：一宮線 枇杷島 - 枇杷島橋（現、枇杷島分岐点） - 岩倉 - 西印田間、犬山線 岩倉 - 犬山間が開業[17]、一宮線と犬山線犬山口 - 犬山間は複線
- 1913年（大正2年）
  - 1月25日：一宮線 西印田 - 東一宮間が開業、西印田駅廃止[18]
  - 3月27日：稲荷駅を稲荷前駅に、小折駅を小折口駅に、高雄駅を下野駅に改称の旨届出[19]
  - 10月1日：平田橋（現、上小田井） - 西春間に九ノ坪駅開業[20]
  - 11月20日：柳橋駅が開業、一宮線・犬山線の電車が発着
- 1915年（大正4年）2月5日：大山寺駅開業[21]
- 1921年（大正10年）
  - 5月17日：鉄道免許状下付（丹羽郡犬山町-武儀郡関町）[22]
  - 7月1日：名古屋電気鉄道が一宮線・犬山線を名古屋鉄道へ譲渡[23]
- 1922年（大正11年）7月21日：岩倉 - 犬山口間が複線化
- 1926年（大正15年）
  - 5月2日：関線として犬山 - 犬山橋（現、犬山遊園）間が開業[24]
  - 10月1日：関線 犬山橋 - 新鵜沼間開業[25]、関線を犬山線に編入し、岩倉 - 新鵜沼間が犬山線に
- 1927年（昭和2年）11月20日：デセホ700形の特別仕様車3両を使用し、押切町 - 犬山橋間でお召し列車を運行
- 1941年（昭和16年）8月12日：新名古屋駅（現、名鉄名古屋駅）の開業に伴い一宮線の押切町 - 枇杷島橋間が廃止、枇杷島橋 - 新鵜沼間が犬山線、岩倉 - 東一宮間が一宮線となる
- 1944年（昭和19年）： 九ノ坪駅、徳重駅、稲荷前駅、小折口駅、宮後駅、木津用水駅、犬山橋駅休止
- 1946年（昭和21年）9月15日：徳重駅営業再開
- 1947年（昭和22年）4月5日：犬山橋駅営業再開
- 1948年（昭和23年）
  - 2月1日：下野駅を扶桑駅に改称
  - 5月12日：犬山線・一宮線の架線電圧を600Vから1500Vに昇圧
- 1949年（昭和24年）
  - 8月1日：枇杷島橋駅を廃止して枇杷島分岐点とする（信号扱い上、同分岐点と下砂杁信号場を西枇杷島駅に統合）[26]。
  - 12月1日：犬山橋駅を犬山遊園駅に改称
- 1952年（昭和27年）11月18日：木津用水駅営業再開
- 1965年（昭和40年）4月25日：一宮線 岩倉 - 東一宮間が廃止（現在は同区間の名鉄バス運行）
- 1966年（昭和41年）2月10日：犬山駅ニチボー専用線（0.2 km）廃止[27]。
- 1968年（昭和43年）
  - 5月12日：名古屋本線に次いで区間最高速度を110km/hに向上
  - 12月1日：木津用水駅東洋紡績専用線（4.0 km）廃止[27]。
- 1969年（昭和44年）4月5日：休止中の九ノ坪駅、稲荷前駅、小折口駅、宮後駅廃止
- 1970年（昭和45年）4月1日：布袋駅福玉精麦専用線（0.1km）廃止[27]。
- 1981年（昭和56年）11月10日：古知野駅を江南駅に改称
- 1982年（昭和57年）3月21日：新名古屋 - 犬山間の急行列車を毎時4本に増発（高速の格下げ）、新名古屋 - 岩倉間の普通列車を毎時4本に増発（準急の格下げ）
- 1986年（昭和61年）7月6日：平田橋 - 西春間高架化
- 1990年（平成2年）10月29日：準急を急行に統合の上で廃止、種別が特急・急行・普通の3種別となった
- 1991年（平成3年）10月27日：中小田井 - 上小田井間高架化が完成し平田橋駅を330m南に移転し上小田井駅に改称
- 1993年（平成5年）8月12日：名古屋市営地下鉄鶴舞線と相互直通運転を開始、上小田井に一部の急行が停車するようになる
- 1996年（平成8年）4月8日：平日朝の下り1本のみ豊橋発の一部特別車特急を新設
- 2000年（平成12年）3月28日：道路専用橋の犬山橋（ツインブリッジ）が完成し鉄道橋と分離、犬山橋含む犬山遊園 - 新鵜沼間の併用軌道を専用軌道化。
- 2001年（平成13年）10月1日：JR高山本線直通特急「北アルプス号」廃止、上小田井が急行停車駅に昇格
- 2004年（平成16年）2月15日：共通カードシステムのトランパス導入（現在は廃止）
- 2005年（平成17年）1月29日：徳重駅を徳重・名古屋芸大駅に改称、空港線開業に伴うダイヤ改正により、運行種別が快速特急・快速急行・準急を加え、6つとなった。また、扶桑駅が準急停車駅となった。
- 2007年（平成19年）6月30日：特急の大半を一部特別車化
- 2008年（平成20年）
  - 6月29日：最終の準急新鵜沼行き（現在は急行）の時刻を繰り下げ。
  - 12月27日：快速特急・特急の全列車が一部特別車となり、全車特別車のものはミュースカイに改称されたため、運行種別は7つとなった。また、柏森駅は快速特急停車駅、扶桑駅は快速急行停車駅となり、石仏駅、木津用水駅、犬山口駅は準急停車駅となった（準急は岩倉以北全駅に停車となった）。
- 2017年（平成29年）6月10日：布袋駅付近でかねてから着手していた高架化事業の進捗により、上り線（岩倉方面）を高架化[28][29]。
- 2020年（令和2年）5月30日：布袋駅付近の下り線（犬山方面）が高架化[30]。愛知県建設部方針2020によれば、布袋駅付近の下り線高架切り替えは2019年度の予定であったが[31]、新型コロナウイルス流行の影響で若干遅れた。
- 2021年（令和3年）3月15日：平日朝の一部の急行で特別車の営業を開始[5]。
- 2022年（令和4年）2月1日：上小田井駅以南で名古屋市の敬老パスの利用が可能になる（無料乗車ではなくチャージ残額から乗車運賃を立て替え払いしたあと後日口座に返金となる。下小田井駅は清須市にあるため対象外）。

## 駅一覧
- 新鵜沼駅のみ岐阜県、それ以外の16駅は愛知県に所在。
- 停車駅は2023年3月18日からのもの。
- 普通列車は枇杷島分岐点、下砂杁信号場を除くすべての駅に停車（表中省略）。
- 途中駅で種別が変わる列車あり。（例：準急豊橋行き 扶桑から急行など）

凡例
停車駅 … ●：標準停車駅 △：特別停車駅 ｜・↑・↓：通過（↑・↓：矢印の方向のみ運転）
待避 … ｜：待避不可 ◆：上下列車とも接続追越可能
| 路線名     | 駅番号             | 駅名          | 駅間キロ     | 営業キロ     | 準急 | 急行 | 快速急行 | 特急 | 快速特急 | ミュースカイ | 接続路線・備考 | 待避 | 所在地 | 所在地 |
| ---------- | ------------------ | ------------- | ------------ | ------------ | --- | --- | --- | --- | --- | --- | --- | --- | --- | --- |
| 名古屋本線 | NH38               | 東枇杷島駅    | 0.6          | 0.6          | ｜ | ｜ | ↑ | ｜ | ↓ | ｜ | NH 名古屋本線（名鉄名古屋方面に全列車直通）                                                                         | ｜ | | 名古屋市 西区 |
| 名古屋本線 | 直通運転区間       | 直通運転区間  | 直通運転区間 | 直通運転区間 | 枇杷島分岐点から NH 名古屋本線名鉄名古屋方面 上小田井駅から 地下鉄鶴舞線赤池駅・TT 豊田線経由 MY 三河線豊田市駅まで | 枇杷島分岐点から NH 名古屋本線名鉄名古屋方面 上小田井駅から 地下鉄鶴舞線赤池駅・TT 豊田線経由 MY 三河線豊田市駅まで | 枇杷島分岐点から NH 名古屋本線名鉄名古屋方面 上小田井駅から 地下鉄鶴舞線赤池駅・TT 豊田線経由 MY 三河線豊田市駅まで | 枇杷島分岐点から NH 名古屋本線名鉄名古屋方面 上小田井駅から 地下鉄鶴舞線赤池駅・TT 豊田線経由 MY 三河線豊田市駅まで | 枇杷島分岐点から NH 名古屋本線名鉄名古屋方面 上小田井駅から 地下鉄鶴舞線赤池駅・TT 豊田線経由 MY 三河線豊田市駅まで | 枇杷島分岐点から NH 名古屋本線名鉄名古屋方面 上小田井駅から 地下鉄鶴舞線赤池駅・TT 豊田線経由 MY 三河線豊田市駅まで | 枇杷島分岐点から NH 名古屋本線名鉄名古屋方面 上小田井駅から 地下鉄鶴舞線赤池駅・TT 豊田線経由 MY 三河線豊田市駅まで | 枇杷島分岐点から NH 名古屋本線名鉄名古屋方面 上小田井駅から 地下鉄鶴舞線赤池駅・TT 豊田線経由 MY 三河線豊田市駅まで | 枇杷島分岐点から NH 名古屋本線名鉄名古屋方面 上小田井駅から 地下鉄鶴舞線赤池駅・TT 豊田線経由 MY 三河線豊田市駅まで | 枇杷島分岐点から NH 名古屋本線名鉄名古屋方面 上小田井駅から 地下鉄鶴舞線赤池駅・TT 豊田線経由 MY 三河線豊田市駅まで |
| 名古屋本線 |                    | 枇杷島分岐点* | -            | (0.0)        | ｜ | ｜ | ↑ | ｜ | ↓ | ｜ | 名古屋鉄道：NH 名古屋本線（直通運転：上記参照）                                                                     | ｜ | 愛知県 | 清須市 |
| 犬山線     |                    | 枇杷島分岐点* | -            | (0.0)        | ｜ | ｜ | ↑ | ｜ | ↓ | ｜ | 名古屋鉄道：NH 名古屋本線（直通運転：上記参照）                                                                     | ｜ | 愛知県 | 清須市 |
| IY01       | 下小田井駅         | 1.0           | 1.0          | ｜           | △ | ↑ | ｜ | ↓ | ｜ | | ｜ | | 愛知県 | 清須市 |
| IY02       | 中小田井駅         | 1.4           | 2.4          | ｜           | △ | ↑ | ｜ | ↓ | ｜ | | ｜ | 名古屋市 西区 | 愛知県 | |
| IY03       | 上小田井駅         | 1.1           | 3.5          | ●            | ● | ● | ｜ | ↓ | ｜ | 名古屋市営地下鉄： 鶴舞線 (T01)（犬山方面から一部直通運転：上記参照）                                               | ｜ | 名古屋市 西区 | 愛知県 | |
| IY04       | 西春駅             | 2.4           | 5.9          | ●            | ● | ● | ｜ | ↓ | ｜ | | ◆ | 北名古屋市 | 愛知県 | |
| IY05       | 徳重・名古屋芸大駅 | 1.4           | 7.3          | ｜           | ｜ | ↑ | ｜ | ↓ | ｜ | | ｜ | 北名古屋市 | 愛知県 | |
| IY06       | 大山寺駅           | 0.8           | 8.1          | ｜           | ｜ | ↑ | ｜ | ↓ | ｜ | | ｜ | 岩倉市 | 愛知県 | |
| IY07       | 岩倉駅             | 1.6           | 9.7          | ●            | ● | ● | ● | ● | ● | | ◆ | 岩倉市 | 愛知県 | |
| IY08       | 石仏駅             | 2.1           | 11.8         | ●            | ｜ | ↑ | ｜ | ↓ | ｜ | | ｜ | 岩倉市 | 愛知県 | |
| IY09       | 布袋駅             | 2.4           | 14.2         | ●            | ● | ● | ｜ | ↓ | ｜ | | ◆ | 江南市 | 愛知県 | |
| IY10       | 江南駅             | 2.0           | 16.2         | ●            | ● | ● | ● | ● | ● | | ｜ | 江南市 | 愛知県 | |
| IY11       | 柏森駅             | 2.8           | 19.0         | ●            | ● | ● | ● | ● | ｜ | | ｜ | 丹羽郡 扶桑町 | 愛知県 | |
| IY12       | 扶桑駅             | 2.2           | 21.2         | ●            | ● | ● | ｜ | ↓ | ｜ | | ◆ | 丹羽郡 扶桑町 | 愛知県 | |
| IY13       | 木津用水駅         | 1.4           | 22.6         | ●            | ｜ | ↑ | ｜ | ↓ | ｜ | | ｜ | 丹羽郡 扶桑町 | 愛知県 | |
| IY14       | 犬山口駅           | 1.4           | 24.0         | ●            | ｜ | ↑ | ｜ | ↓ | ｜ | | ｜ | 犬山市 | 愛知県 | |
| IY15       | 犬山駅             | 0.9           | 24.9         | ●            | ● | ● | ● | ● | ● | 名古屋鉄道：KM 小牧線・HM 広見線（平日朝の新可児駅始発8本が名古屋方面へ直通運転）                                   | ◆ | 犬山市 | 愛知県 | |
| IY16       | 犬山遊園駅         | 1.2           | 26.1         | ●            | ● | ● | ● | ● | ● | | ｜ | 犬山市 | 愛知県 | |
| IY17       | 新鵜沼駅           | 0.7           | 26.8         | ●            | ● | ● | ● | ● | ● | 名古屋鉄道：KG 各務原線（犬山駅始発が名鉄岐阜駅まで直通運転） 東海旅客鉄道：CG 高山本線（鵜沼駅: CG05）             | ｜ | 岐阜県 各務原市 | 岐阜県 各務原市 | |

- * 枇杷島分岐点は運転取扱い上西枇杷島駅の構内である。
- 石仏駅 - 布袋駅で一宮市を通るが、同市内に駅はない。

### 廃駅
- 九ノ坪駅（上小田井 - 西春間） - 1944年休止、1969年4月5日廃止。
- 稲荷前駅（大山寺 - 岩倉間） - 1944年休止、1969年4月5日廃止。
- 小折口駅（石仏 - 布袋間） - 1944年休止、1969年4月5日廃止。
- 宮後駅（江南 - 柏森間） - 1944年休止、1969年4月5日廃止。

### 過去の接続路線
- 岩倉駅：
  - 名鉄一宮線 - 1965年4月25日廃止。
  - 名鉄岩倉支線 - 1964年4月26日廃止。
- 犬山口駅：名鉄広見線 - 1946年3月1日廃止。同日より同線の接続駅が犬山駅に変更。
- 犬山遊園駅：名鉄モンキーパークモノレール線 - 2008年12月28日廃止。
- 新鵜沼駅：鵜沼連絡線 - JR高山本線との直通用の連絡線。2001年10月1日のダイヤ改正でこの連絡線を使用していた「北アルプス」とともに廃止。

## 利用状況
愛知県の統計によれば、枇杷島分岐点 - 犬山遊園駅間における2010年度の輸送人員は56,503千人（うち定期37,664千人）、延人キロは692,915千人kmであった。